# Forfry
Forfry és un municipi francès, situat al departament de Sena i Marne i a la regió de Illa de França. L'any 2007 tenia 245 habitants.
Forma part del cantó de Claye-Souilly, del districte de Meaux i de la Comunitat d'aglomeració del Pays de Meaux.

## Demografia

### Població
El 2007 la població de fet de Forfry era de 245 persones. Hi havia 69 famílies, de les quals 13 eren unipersonals (13 dones vivint soles i 13 dones vivint soles), 13 parelles sense fills, 39 parelles amb fills i 4 famílies monoparentals amb fills.
La població ha evolucionat segons el següent gràfic:
Habitants censats

### Habitatges
El 2007 hi havia 90 habitatges, 77 eren l'habitatge principal de la família, 1 era una segona residència i 12 estaven desocupats. 89 eren cases i 1 era un apartament. Dels 77 habitatges principals, 63 estaven ocupats pels seus propietaris, 11 estaven llogats i ocupats pels llogaters i 3 estaven cedits a títol gratuït; 9 tenien tres cambres, 16 en tenien quatre i 52 en tenien cinc o més. 59 habitatges disposaven pel capbaix d'una plaça de pàrquing. A 26 habitatges hi havia un automòbil i a 47 n'hi havia dos o més.

### Piràmide de població
La piràmide de població per edats i sexe el 2009 era:
| Homes | Edats   | Dones |
| ----- | ------- | ----- |
| 0     | 95 o +  | 0     |
| 0     | 90 a 94 | 0     |
| 0     | 85 a 89 | 4     |
| 0     | 80 a 84 | 0     |
| 0     | 75 a 79 | 4     |
| 0     | 70 a 74 | 0     |
| 0     | 65 a 69 | 0     |
| 0     | 60 a 64 | 0     |
| 4     | 55 a 59 | 4     |
| 0     | 50 a 54 | 0     |
| 12    | 45 a 49 | 0     |
| 4     | 40 a 44 | 4     |
| 20    | 35 a 39 | 16    |
| 8     | 30 a 34 | 16    |
| 4     | 25 a 29 | 12    |
| 4     | 20 a 24 | 0     |
| 0     | 15 a 19 | 4     |
| 8     | 10 a 14 | 12    |
| 12    | 5 a 9   | 8     |
| 20    | 0 a 4   | 4     |

## Economia
El 2007 la població en edat de treballar era de 161 persones, 132 eren actives i 29 eren inactives. Les 132 persones actives estaven ocupades(69 homes i 63 dones).. De les 29 persones inactives 2 estaven jubilades, 20 estaven estudiant i 7 estaven classificades com a «altres inactius».

### Ingressos
El 2009 a Forfry hi havia 81 unitats fiscals que integraven 259 persones, la mediana anual d'ingressos fiscals per persona era de 21.986 €.

### Activitats econòmiques
Dels 12 establiments que hi havia el 2007, 1 era d'una empresa de fabricació d'altres productes industrials, 2 d'empreses de construcció, 3 d'empreses de comerç i reparació d'automòbils, 3 d'empreses de transport i 3 d'empreses de serveis.
Dels 3 establiments de servei als particulars que hi havia el 2009, 1 era un paleta i 2 lampisteries.
L'any 2000 a Forfry hi havia 4 explotacions agrícoles.

## Equipaments sanitaris i escolars
El 2009 hi havia una escola elemental.

## Poblacions més properes
El següent diagrama mostra les poblacions més properes.